# Ciudad de Nutrias (Venezuela)
Pour les articles homonymes, voir Ciudad de Nutrias.
Ciudad de Nutrias est une ville du Venezuela, capitale de la paroisse civile de Ciudad de Nutrias et chef-lieu de la municipalité de Sosa dans l'État de Barinas.